# Lydd-on-Sea
Lydd-on-Sea – wieś w Anglii, w hrabstwie Kent, w dystrykcie Folkestone and Hythe. Leży 48 km na południowy wschód od miasta Maidstone i 99 km na południowy wschód od centrum Londynu.